# Лаура Омлооп
Лаура Омлооп (нід. Laura Omloop, 18 травня 1999, Берлаар, Бельгія) — бельгійська співачка, яка представляла свою країну на Дитячому конкурсі пісні «Євробачення 2009» в Києві. Вона була наймолодшою учасницею на цьому конкурсі. Посіла четверте місце з піснею «Zo Verliefd», що містить манеру співу йодль.

## Біографія
Лаура Омлооп народилася 18 травня 1999 року в маленькому містечку Берлаар, в провінції Антверпен (регіон Фландрія, Бельгія). Є шульгою. Почала співати у 7 років. Грає на фортепіано та гітарі. Улюблені книга — «Джеронімо Стілтон». Має двох старших братів (Томас і Сем) та трьох сестер (Мелісса, Ґвен й Жольєн).

## Творчість
В червні 2010 року вийшов сингл «Stapelgek op jou» та відзняли відеокліп на цю пісню.
28 жовтня 2010 року вийшов дебютний альбом Лаури Омлооп «Verliefd».

## Дискографія
- Verliefd (2010)
- Wereld Vol Kleuren (2011)
- Klaar voor! (2012)